# 大英県
大英県（だいえい-けん）は中華人民共和国四川省遂寧市に位置する県。

## 地理
五五ダムがある。

## 行政区画
- 街道:塩井街道
- 鎮:蓬莱鎮、隆盛鎮、回馬鎮、天保鎮、河辺鎮、卓筒井鎮、玉峰鎮、象山鎮、金元鎮

## 交通
鉄道
- 中国鉄路総公司
  - 中国鉄路成都局集団公司
    - 遂成線 （大英東駅（中国語版））

道路
高速道路
- 滬蓉高速道路（成南高速道路）

国道
- G350国道（中国語版）

- G305国道（中国語版）

省道
- 205省道

県道
- 132号県道

## 健康・医療・衛生
- 大英県人民医院
- 大英県第二人民医院
- 大英県第三人民医院
- 大英県中医院
- 大英県保健院
- 大英県交通医院
- 大英県衛生防疫站
- 博済医院

## 名所・旧跡・観光スポット
- 卓筒小井（中国語版）（第七批全国重点文物保護単位）
- 遂寧寂光寺（中国語版）（四川省文物保護単位、第六批省級文物保護単位）
- 中国死海（中国語版）